# میلوش بلسلین
میلوش بلسلین (انگلیسی: Miloš Beleslin; ۸ سپتامبر ۱۹۰۱ – ۷ مارس ۱۹۸۴) بازیکن فوتبال اهل یوگسلاوی بود.
وی همچنین در تیم ملی فوتبال یوگسلاوی بازی کرده‌است.